# Démocrates suisses
Pour les articles homonymes, voir Action nationale.
Démocrates suisses (DS) est un parti politique suisse conservateur, isolationniste. Idéologiquement, il est un parti de droite radicale, ayant comme préoccupation la prospérité de la patrie, son peuple et sa descendance. Il est très attaché aux traditions du pays, en défendant les droits populaires, la liberté d’expression (le Parti s’oppose vivement à l’article 219 bis de la Constitution Suisse, qui limite la libre expression) et l'indépendance du pays, il s'oppose clairement à une adhésion à l'Union européenne.

## Histoire
L'actuel parti des Démocrates suisses est fondé en 1961 par le Zurichois conservateur et isolationniste Fritz Meier, futur conseiller national, sous la dénomination de Action nationale contre l'emprise étrangère du peuple et de la patrie ou Action nationale contre la surpopulation étrangère (selon la traduction) (en allemand Nationale Aktion gegen Überfremdung von Volk und Heimat).
Le parti a été créé en réaction à l'arrivée massive de travailleurs étrangers, principalement italiens, faisant suite aux demandes des milieux économiques et notamment du parti radical-démocratique durant une période de haute conjoncture. Ces travailleurs étrangers étaient principalement engagés dans les secteurs de la construction et de l'hôtellerie.
Le premier député Démocrate suisse au Conseil national est James Schwarzenbach en 1967, devenu célèbre pour son initiative populaire « contre l'emprise étrangère » demandant que la population étrangère ne dépasse pas 10 % de la population suisse. Elle est rejetée le 7 juin 1970 par 54 % des voix. Tous les cantons du centre de la Suisse l'acceptent alors que les cantons avec la plus forte population étrangère la rejettent. En 1970, Schwarzenbach prend ensuite ses distances avec son propre mouvement et crée le Parti républicain, mais n'en préside pas moins le groupe parlementaire républicain et national après les élections de 1971. Ce groupe compte alors quatre membres de l'Action nationale et sept républicains.
D'abord limité à la Suisse alémanique, le parti commence son implantation en terre romande en faisant élire un conseiller national vaudois en 1971. On compte également 9 élus en 1973 et 16 élus en 1985 au Conseil communal de Lausanne dont l'effectif total est de 100 membres.
En 1973, le parti fonde son organisation de jeunesse, la Junge-Nationalen Aktion. Une deuxième initiative populaire est lancée par le conseiller national Valentin Oehen pour limiter la population étrangère, mais elle est repoussée en 1974 par une nette majorité des votants.
En 1980, Hans Zwicki devient président du parti national et le reste jusqu'en 1986.
En 1981, l'Action nationale lance un référendum populaire contre la nouvelle loi sur les étrangers et remporte une victoire devant le peuple. Dans les années qui suivent, le parti gagne également un référendum contre l'introduction d'une procédure de naturalisation facilitée.
En 1983, l'Action nationale parvient à nouveau à constituer un groupe parlementaire (cinq députés sont nécessaires) avec Vigilance (1983-1986). Elle y parviendra à nouveau en 1991 avec la Lega dei Ticinesi, ainsi qu'en 1994-1995 et 1997-1999.
Le parti fusionne à nouveau en 1990 avec le Parti républicain et prend le nom de Démocrates suisses qu'il porte encore aujourd'hui. La même année, il lance une initiative populaire « Pour un jour de la fête nationale férié » qui reçoit l'approbation populaire en 1993 avec 83,8 % de oui.
En 1991, le parti obtient cinq sièges : c'est la première fois qu'il peut former un groupe parlementaire seul. Cela ne dure toutefois pas puisqu'il perd deux sièges aux élections fédérales suivantes, en 1995. À partir de là, son espace politique, tout comme celui des autres formations de droite radicale, lui est progressivement réduit par une Union démocratique du centre en constante progression. Après les élections fédérales de 1999, le parti ne compte plus qu'un élu au Parlement fédéral, le Bernois Bernhard Hess, réélu en 2003 et qui devient le nouveau président du parti en 2005.
Les Démocrates suisses lancent le référendum contre l'accord sur l'extension de la libre-circulation des personnes aux 10 nouveaux états membres de l'Union européenne, mais perdent en votation populaire (vote du 25 septembre 2005).
En 2005, le parti avait perdu ses quatre sièges au parlement d'Argovie, cinq sièges pour s'établir à quatre à Bâle-Campagne, ses cinq sièges à Bâle-Ville, un de ses deux sièges à Zurich, mais gardant ses trois sièges en ville de Berne.
Bernhard Hess n'est pas réélu au Conseil national en 2007 pour le canton de Berne. Les Démocrates suisses ne sont donc plus représentés au parlement fédéral. Ils ont obtenu 127 106 (1,53 %) suffrages à Berne, 75 477 (0,54 %) à Zurich, 17 287 (0,66 %) en Argovie, 10 937 (0,66 %) à Saint-Gall, 7 964 (1,90 %) en Thurgovie, 7 416 (0,25 %) dans le canton de Vaud, 4 987 (0,80 %) à Bâle-Campagne, 2 232 (0,38 %) à Soleure et 2 000 (0,69 %) à Bâle-Ville. Leur meilleur résultat a été obtenu dans la commune de Rumendingen (canton de Berne) avec 7,27 % (104) des suffrages.
En 2007, le parti lance avec le Parti suisse de la liberté l'initiative « Pour la liberté d'expression - non aux muselières ! », dont le but est d'abolir la norme pénale contre le racisme. Les 100 000 signatures ne seront pas récoltées en temps voulu.
Le 26 juillet 2011, le parti lance une nouvelle initiative populaire « Pour la stabilisation de la population totale ». L'initiative veut que la Confédération prenne des mesures pour éviter la surpopulation de la Suisse, en veillant que le taux d'immigration ne soit pas supérieure au taux d'émigration, les Suisses de l'étranger ne sont pas concernés.

## Positions
Les Démocrates Suisses sont hostiles à l'immigration intensive, ainsi qu'à l'Union européenne et à l'ONU. Ils évoquent comme un de leurs principaux objectifs que « la Suisse soit une Willensnation libre, viable, neutre et indépendante », accordant une grande importance à la notion de souveraineté.
Les Démocrates Suisses prennent position sur les questions écologiques notamment en refusant l'initiative « Avanti - pour des autoroutes sûres et performantes » qui proposait notamment un second tube pour le tunnel du Gothard, en acceptant une initiative pour « Un dimanche sans voiture par saison » ou en soutenant l'initiative anti-OGM « Pour des aliments produits sans manipulations génétiques ». Ils sont également favorable à une sortie progressive du nucléaire, à condition que celle-ci soit possible en assurant une indépendance et des coûts supportables. 
Les Démocrates Suisses souhaitent une préservation des ressources naturelles et une indépendance alimentaire de qualité.

## Publication
Les Démocrates suisses publient depuis 1995 la revue Démocrate suisse, Schweizer Demokrat en allemand, anciennement Peuple + Patrie, Volk + Heimat en allemand. La revue est disponible par abonnement, principalement écrite en allemand, elle possède néanmoins quelques pages en français. Tous les numéros depuis janvier 2000 sont disponibles gratuitement sur leur site web. 10 numéros sont publiés chaque année.

## Personnalités et élus
- Bernhard Hess